# Diplomacia (jogo)

Diplomacia é um jogo de tabuleiro, criado em 1959, de guerra e estratégia. Acontece na Europa na época da Primeira Guerra Mundial. De três a sete jogadores podem jogar, mas as dinâmicas do jogo são mais interessantes com 7 jogadores.
Cada jogador controla as forças armadas de uma das potências europeias: Reino Unido, França, Alemanha, Itália, Império Austro-Húngaro, Rússia e Império Otomano. Os jogadores manobram armadas e exércitos no tabuleiro, fazendo e quebrando alianças ao longo da partida. O jogo termina quando há um acordo entre os jogadores sobreviventes ou quando um jogador controla mais de metade do continente.
A primeira versão do jogo no Brasil, lançada pela Grow em 1973, também foi conhecida pelo nome de 1914.
Basicamente não existe o fator sorte neste jogo. Cada jogador anota que movimentos suas unidades irão realizar. Simultaneamente as ordens são reveladas e caso 2 unidades ocupem o mesmo território, entra a resolução de conflitos. Basicamente cada unidade tem força 1. Uma unidade pode apoiar outra adjacente, somando sua força àquela unidade. Assim, se uma unidade entra num território ocupado depois de ter recebido apoio de outra unidade adjacente, ela tera força 2, contra força 1 da unidade defensora.
A versão internacional de Diplomacia, Diplomacy, é uma marca registrada da Avalon Hill, que em 1998 foi comprada pela Hasbro.